# 59I busz (Tatabánya)
A tatabányai 59I jelzésű autóbusz a Végállomás és a Bridgestone között közlekedik. A vonalat a T-Busz Tatabányai Közlekedési Kft. üzemelteti.

## Története
Az új buszvonalat 2018. január 2-án indította el Tatabánya új közlekedési társasága, a T-Busz Kft.

## Útvonala
| Bridgestone felé | Végállomás felé |
| --- | --- |
| Végállomás – Kormos út – Aradi utca – Mátyás király út – Ady Endre utca – Bláthy Ottó utca – Sárberki lakótelep – Ifjúság út – Mártírok útja – Fő tér – Komáromi utca – Álmos vezér utca – Győri út – Dózsa György út – Erdész utca – Réti utca – Dózsa György út – Dankó Pista utca – Búzavirág utca – Orgonás út – Üveggyár utca – Kőhíd út – Bridgestone | Bridgestone – Kőhíd út – Üveggyár utca – Orgonás út – Búzavirág utca – Dankó Pista utca – Dózsa György út – Réti utca – Erdész utca – Dózsa György út – Győri út – Álmos vezér utca – Komáromi utca – Fő tér – Mártírok útja – Ifjúság út – Sárberki lakótelep – Bláthy Ottó utca – Ady Endre utca – Mátyás király út – Aradi utca – Kormos út – Végállomás |

## Megállóhelyei
| 0  | Végállomás végállomás           | 36 | 52, 52I, 53, 53B, 53I, 57, 59, 59B |
| 2  | Alsógalla, vasúti megállóhely   | 34 | 3A, 8, 8L, 8S, 9, 9D, 38, 38G, 53B, 57, 59 S10 G10 S12 |
| 3  | Mátyás király út                | 33 | 3A, 8, 8L, 8S, 9, 9D, 38, 38G, 53B, 57, 59 |
| 5  | Ady Endre utca                  | 31 | 3A, 8, 8L, 8S, 9, 9D, 38, 38G, 53B, 57, 59 |
| 6  | Tesco                           | 30 | 8, 8L, 8S, 9, 9D, 18, 38, 38G, 53B, 57, 59 |
| 7  | Sárberki lakótelep, bejárati út | ∫  | 2, 8S, 9, 9D, 52, 52I, 59 |
| 8  | Sárberki lakótelep              | 28 | 2, 8S, 9, 9D, 52, 52I, 59 8443 |
| 11 | Ifjúság út                      | 25 | 2, 3, 3A, 3G, 3L, 6, 9, 9D, 10, 16, 38, 38G, 52, 52I, 53, 53B, 57, 59B, 70 8443 |
| 12 | Mártírok útja                   | 24 | 2, 3, 3A, 3G, 3L, 6, 9, 9D, 10, 16, 38, 38G, 53, 53B, 57, 59B, 70 8443 |
| 14 | Fő tér                          | 22 | 2, 3, 3A, 3G, 3L, 6, 9, 9D, 10, 16, 38, 38G, 53, 53B, 57, 59B, 70 8443 |
| 15 | Álmos vezér utca                | ∫  | 6, 9, 9D, 10, 53I, 59B, 70 Autóbusz-állomásról (nem helyből indul!): 770, 8400, 8401, 8402, 8403, 8406, 8410, 8421, 8422, 8423, 8432, 8435, 8436, 8437, 8441, 8444, 8460, 8462, 8464, 8471, 8472, 8479 1702, 1758, 1784, 1824, 1841, 1842, 1843, 1844, 1845, 1848, 1850, 1851, 1852 S10 G10 S12 IC, EC, EN, gyorsvonat, expresszvonat, |
| ∫  | Vértes Center                   | 21 | 38, 38G, 53I, 59B Autóbusz-állomásról (nem helyből indul!): 770, 8400, 8401, 8402, 8403, 8406, 8410, 8421, 8422, 8423, 8432, 8435, 8436, 8437, 8441, 8444, 8460, 8462, 8464, 8471, 8472, 8479 1702, 1758, 1784, 1824, 1841, 1842, 1843, 1844, 1845, 1848, 1850, 1851, 1852 S10 G10 S12 IC, EC, EN, gyorsvonat, expresszvonat,          |
| 17 | Dózsakert utca                  | 19 | 2, 9D, 11, 26, 26R |
| 18 | Erdész utca                     | 18 | 2, 9D, 11, 26, 26R |
| 20 | Millennium lakópark             | 16 | 2, 8, 8L, 8S, 9D, 18, 26, 26R, 38, 38G, 51B, 52, 52I, 59, 59B |
| 21 | Bánki Donát Iskola              | 15 | 2, 8, 8L, 8S, 9D, 18, 26, 26R, 38, 38G, 51B, 52, 52I, 59, 59B |
| 22 | Madách Imre utca                | 14 | 1, 1G, 2, 6, 9, 9D, 11, 16, 26, 26R, 50, 51B, 52, 52I, 57 8443 |
| 23 | Kertvárosi elágazás             | 13 | 2, 4, 4E, 9, 9D, 50, 51, 57 8402, 8403, 8441, 8442, 8443, 8460, 8462, 8464 1702, 1841, 1845, 1851 |
| 24 | Tejüzem                         | 12 | 4, 4E, 9, 9D, 50, 51, 57 |
| 26 | Búzavirág utca                  | 10 | 4, 4E, 9, 9D, 50, 51, 51B, 53, 55, 57, 59 8402, 8403 |
| 28 | Otto Fuchs                      | 8  | 50, 51, 51B, 52I, 53, 53B, 53I, 54, 55, 57, 59, 59B 8402, 8403 |
| 29 | Coloplast                       | 7  | 50, 51, 51B, 52I, 53, 53B, 53I, 54, 55, 57, 59, 59B 8402, 8403 |
| 31 | Lotte - Samsung                 | 5  | 50, 51, 51B, 52I, 53, 53B, 53I, 54, 55, 57, 59, 59B 8402, 8403 |
| 32 | AGC Üveggyár                    | 4  | 50, 51, 51B, 52I, 53, 53B, 53I, 54, 55, 57, 59, 59B 8402, 8403 |
| 33 | BD Hungary                      | 3  | 50, 51, 51B, 52I, 53, 53B, 53I, 54, 55, 57, 59, 59B 8402, 8403 |
| 34 | Henkel Kft.                     | 2  | 50, 51, 51B, 52I, 53, 53B, 53I, 54, 55, 57, 59, 59B 8402, 8403 |
| 36 | Bridgestone végállomás          | 0  | 50, 51, 51B, 52I, 53B, 53I, 54, 55, 57, 59B |